# Chặng đua MotoGP Anh 2021
Chặng đua MotoGP Anh 2021 (tên chính thức 2021 Monster Energy British Grand Prix) là chặng đua thứ 12  của mùa giải MotoGP 2021. Chặng đua được tổ chức ở trường đua Silverstone, Anh từ ngày 27 đến ngày 29 tháng 08 năm 2021. Người chiến thắng là Fabio Quartararo của đội đua Yamaha.

## Diễn biến chính
Người giành pole là Pol Espargaro. Ở những vòng đầu, anh cũng với Aleix Espargaro là hai tay đua dẫn đầu. Sau đó thì cả hai anh em nhà Espargaro đều bị Fabio Quartararo và Alex Rins vượt. Cuối cùng thì Quartararo chiến thắng, Rins về nhì. Aleix Espargaro về ba.
Ở đầu cuộc đua, Marc Marquez va chạm với Jorge Martin, cả hai cùng phải bỏ cuộc.
Sau cuộc đua, Fabio Quartararo tiếp tục dẫn đầu BXH tổng với 206 điểm.

## Kết quả
| STT                                 | Số xe | Tay đua           | Xe      | Lap | Kết quả           | Xuất phát | Điểm |
| ----------------------------------- | ----- | ----------------- | ------- | --- | ----------------- | --------- | ---- |
| 1                                   | 20    | Fabio Quartararo  | Yamaha  | 20  | 40:20.579         | 3         | 25   |
| 2                                   | 42    | Álex Rins         | Suzuki  | 20  | +2.663            | 10        | 20   |
| 3                                   | 41    | Aleix Espargaró   | Aprilia | 20  | +4.105            | 6         | 16   |
| 4                                   | 43    | Jack Miller       | Ducati  | 20  | +4.254            | 7         | 13   |
| 5                                   | 44    | Pol Espargaró     | Honda   | 20  | +8.462            | 1         | 11   |
| 6                                   | 33    | Brad Binder       | KTM     | 20  | +12.189           | 12        | 10   |
| 7                                   | 27    | Iker Lecuona      | KTM     | 20  | +13.560           | 18        | 9    |
| 8                                   | 73    | Álex Márquez      | Honda   | 20  | +14.044           | 17        | 8    |
| 9                                   | 36    | Joan Mir          | Suzuki  | 20  | +16.226           | 11        | 7    |
| 10                                  | 9     | Danilo Petrucci   | KTM     | 20  | +16.287           | 16        | 6    |
| 11                                  | 5     | Johann Zarco      | Ducati  | 20  | +16.339           | 9         | 5    |
| 12                                  | 23    | Enea Bastianini   | Ducati  | 20  | +17.696           | 13        | 4    |
| 13                                  | 30    | Takaaki Nakagami  | Honda   | 20  | +18.285           | 15        | 3    |
| 14                                  | 63    | Francesco Bagnaia | Ducati  | 20  | +20.913           | 2         | 2    |
| 15                                  | 10    | Luca Marini       | Ducati  | 20  | +21.018           | 14        | 1    |
| 16                                  | 88    | Miguel Oliveira   | KTM     | 20  | +22.022           | 20        |      |
| 17                                  | 35    | Cal Crutchlow     | Yamaha  | 20  | +23.232           | 19        |      |
| 18                                  | 46    | Valentino Rossi   | Yamaha  | 20  | +29.758           | 8         |      |
| 19                                  | 96    | Jake Dixon        | Yamaha  | 20  | +50.845           | 21        |      |
| Ret                                 | 89    | Jorge Martín      | Ducati  | 1   | Tai nạn nguy kịch | 4         |      |
| Ret                                 | 93    | Marc Márquez      | Honda   | 0   | Tai nạn           | 5         |      |
| DNS                                 | 32    | Lorenzo Savadori  | Aprilia |     | Không đua chính   |           |      |
| BÁO CÁO CHÍNH THỨC CHẶNG ĐUA MOTOGP |       |                   |         |     |                   |           |      |

Nguồn: Trang chủ MotoGP

## Bảng xếp hạng sau chặng đua
Dưới đây là bảng xếp hạng top 5 tay đua, xưởng đua và đội đua.
|   | STT | Tay đua           | Điểm |
| - | --- | ----------------- | ---- |
|   | 1   | Fabio Quartararo  | 206  |
| 1 | 2   | Joan Mir          | 141  |
| 1 | 3   | Johann Zarco      | 137  |
| 2 | 4   | Francesco Bagnaia | 136  |
|   | 5   | Jack Miller       | 118  |

|   | STT | Xưởng đua | Điểm |
| - | --- | --------- | ---- |
| 1 | 1   | Yamaha    | 234  |
| 1 | 2   | Ducati    | 225  |
|   | 3   | KTM       | 162  |
|   | 4   | Suzuki    | 158  |
|   | 5   | Honda     | 115  |

|   | STT | Đội đua                      | Điểm |
| - | --- | ---------------------------- | ---- |
|   | 1   | Monster Energy Yamaha MotoGP | 301  |
|   | 2   | Ducati Lenovo Team           | 254  |
|   | 3   | Pramac Racing                | 205  |
| 1 | 4   | Team Suzuki Ecstar           | 205  |
| 1 | 5   | Red Bull KTM Factory Racing  | 193  |